# QF 6 in/40
Il QF 6 in/40 è un cannone navale realizzato nel Regno Unito tra fine del XIX secolo e l'inizio del XX, imbarcato sulle unità navali di molti paesi ed impiegato come artiglieria costiera.

## Storia
Il pezzo è stato progettato dalla Armstrong Whitworth e costruito, oltre che da questa, dalla Royal Gun Factory e su licenza dalla Armstrong-Pozzuoli. Entrò in servizio nella Royal Navy nel 1892, presso la quale era conosciuto nelle varie versioni come il QF 6 inch Mk I, Mark II e Mark III.
Il pezzo era imbarcato sulle navi da battaglia pre-dreadnought e sugli incrociatori corazzati della Marina imperiale giapponese, presso la quale era indicato come 6 in/40 Type 41 (poi, con il passaggio al sistema metrico, 15 cm Type 41) e su quelle costruite per la Regia Marina, presso la quale era conosciuto come "cannone da 152/40". Armava per esempio le pre-dreadnought classe Emanuele Filiberto, gli incrociatori corazzati classe Vettor Pisani e classe Giuseppe Garibaldi, l'ariete torpediniere Piemonte.
Dopo la dismissione di queste unità, i cannoni armarono, fino alla fine della seconda guerra mondiale, i treni armati della Regia Marina e soprattutto le batterie costiere del Regio Esercito e quelle della Regia Marina, presso la quale erano operativi, nel 1942, 37 pezzi in 11 batterie operate dalla Milizia marittima di artiglieria.

## Tecnica

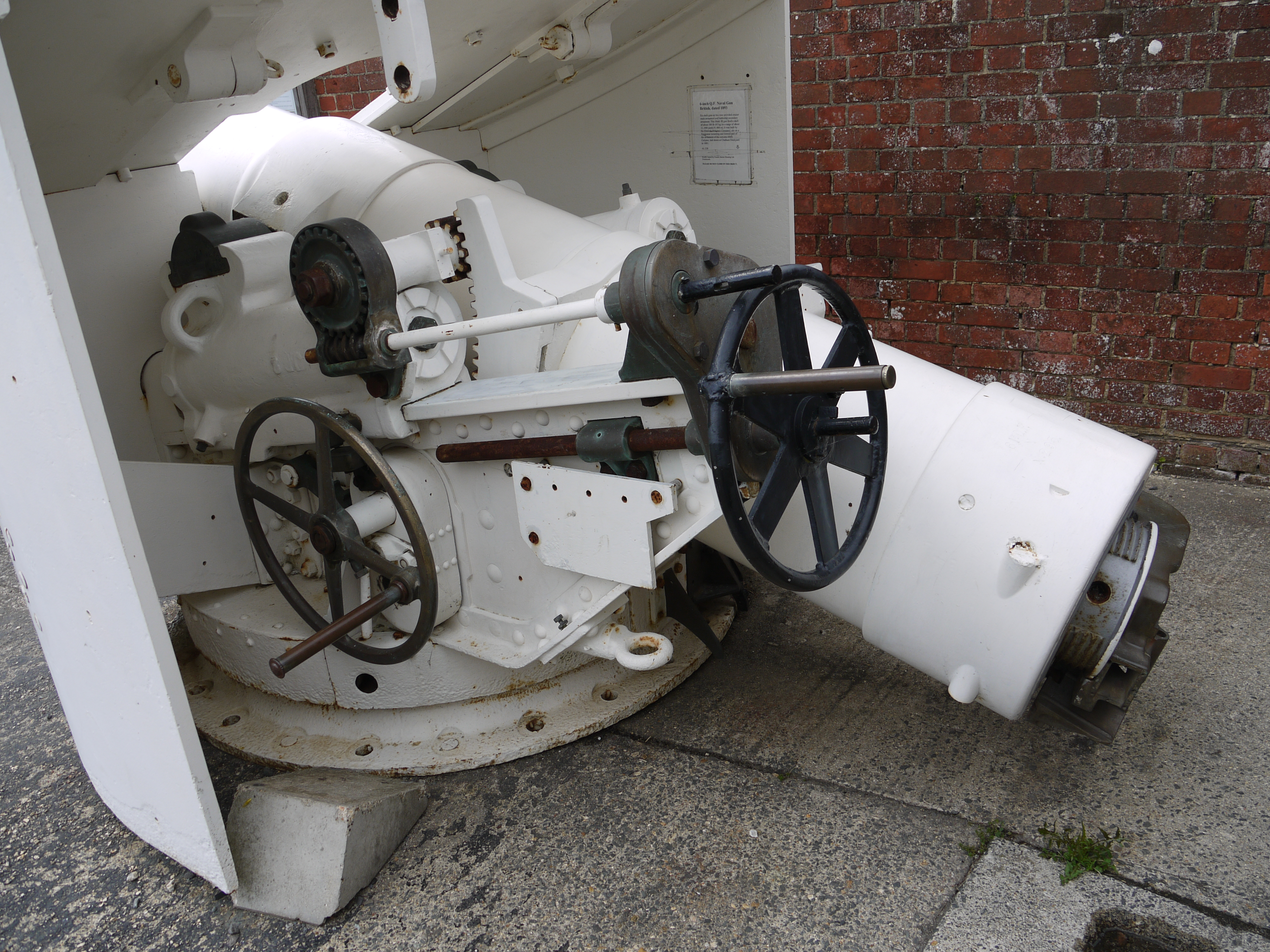
QF 6 in Mark III

Quest'arma fu realizzata per sfruttare la nuova tecnologia britannica definita "Quick-firing" ("QF"), ovvero il sistema di caricamento con la carica di lancio contenuta in bossolo metallico, con l'innesco inserito nel fondello. Questa tecnologia consentiva la realizzazione di blocchi di culatta più leggeri grazie alla tenuta dei gas assicurata dal bossolo stesso, a differenza dei precedenti sistemi con cariche di lancio in sacchetti di tela e cannello di innesco separato.
La versione Mark I ha canna composta, prodotta dall'Armstrong. Il Mark II fu prodotto invece dal Royal Arsenal con l'innovativa tecnica del wire-wound: la canna è formata da un'anima (chiamata tubo A) sulla quale viene avvolto un lungo filo o nastro metallico di alcuni centimetri di diametro; la matassa di filo metallico viene poi coperta da un manicotto, chiamato tubo B; tale conformazione conferisce particolare resistenza al momento dell'esplosione della carica. L'otturatore a vite interrotta è derivato da quello del BL 6 in, ma è tronco-conico invece che cilindrico, in modo da poter essere aperto lateralmente senza dover essere completamente estratto dalla culatta. La canna non ha orecchioni, ma degli occhielli sulla faccia inferiore della culatta sui quali si inseriscono i pistoni dei cilindri idraulici del freno di sparo ed i recuperatori idraulici per il ritorno in batteria del pezzo.
Il Mark III, costruito dalla Armstrong, è simile al Mark I ma presenta gli orecchioni in modo da poter essere incavalcato sui vecchi affusti a lisce.